# Talus (clôture)
Pour les articles homonymes, voir Talus.
Pour les structures géomorphologiques autres que des clôtures, voir Rideau (géomorphologie).
Dans les régions de bocage, un talus est un mur construit en mottes de terre et d'herbe, délimitant en général une parcelle. Les régions recèlent une grande diversité de talus dans leur forme et dans leur couverture végétale (simple levée de terre, talus-muret, talus enherbé, talus support des haies bocagères).

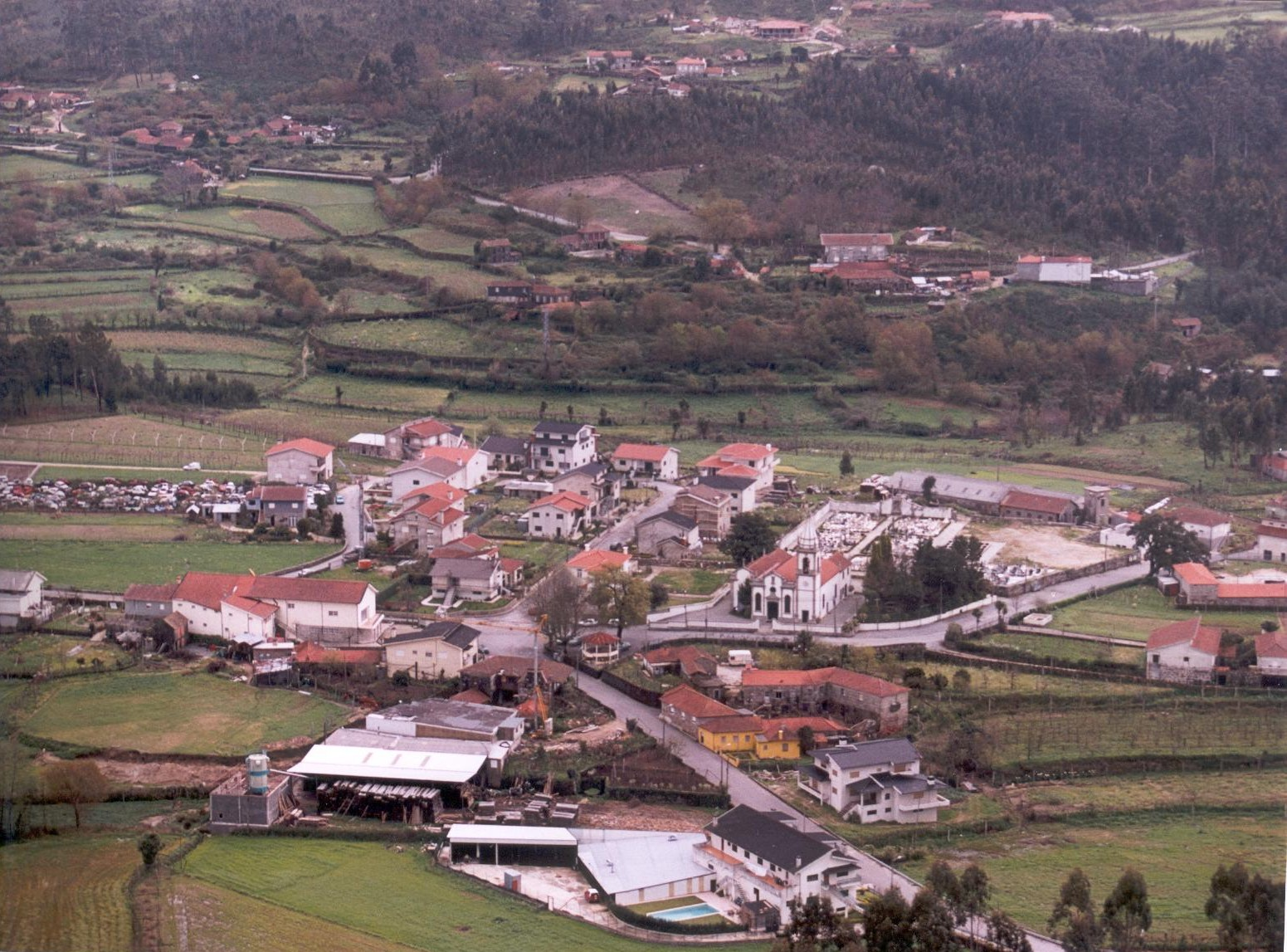
Réseau de talus (freguesia de Sobrosa, concelho de Paredes, Portugal)

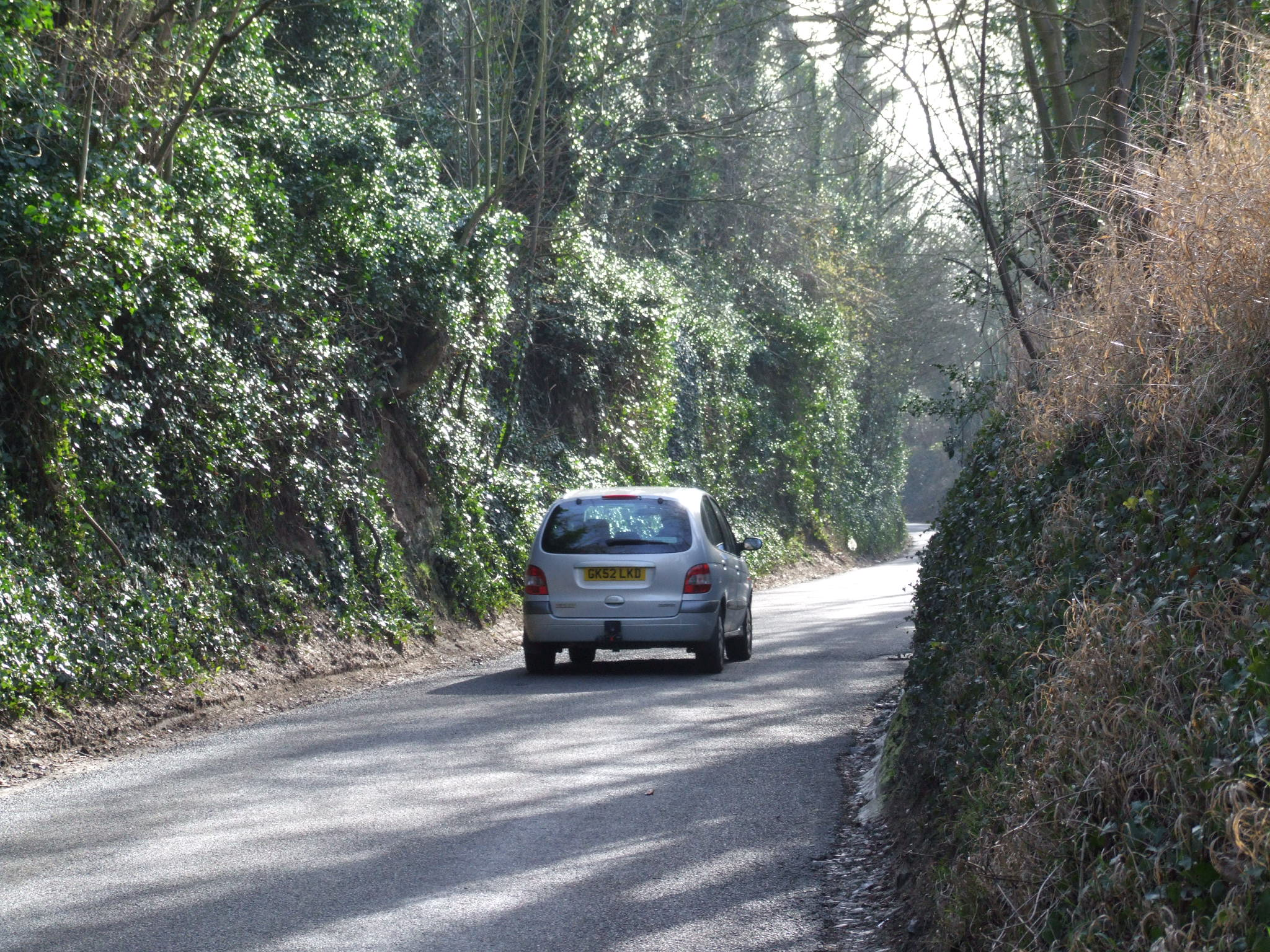
Talus arboré, élément de bocage, dans la région de Cantorbéry, Kent, Royaume-Uni. L'entretien (taille des haies) demande un matériel adapté.

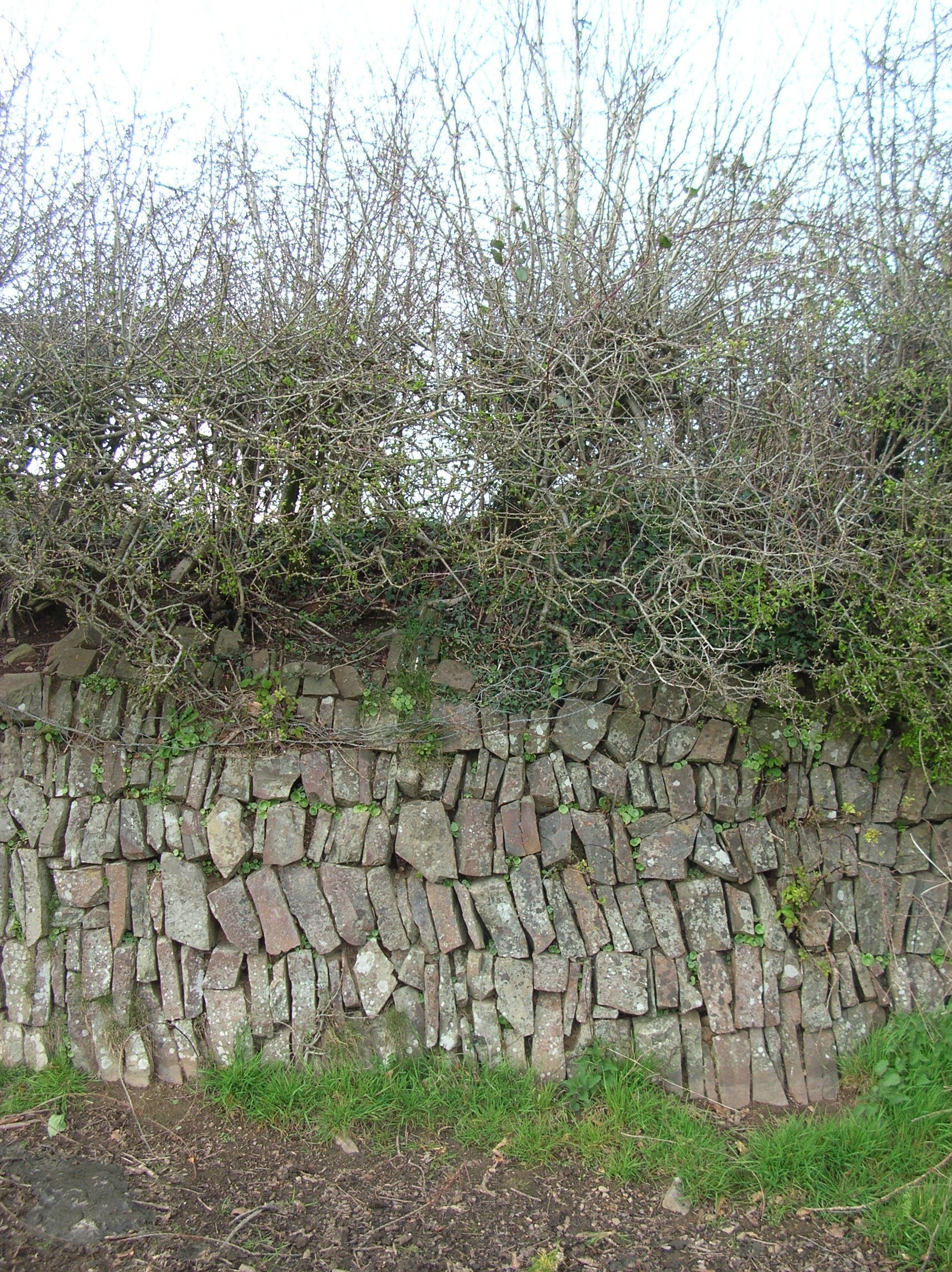
Talus au flanc « armé » de pierres qui crée un microclimat et donc un microbiotope linéaire spécifique.

## Définitions
On nomme « talus » les murets bocagers de quelques décimètres à environ trois mètres de haut construits en une sorte de maçonnerie de gazon. Des briques végétales constituées de terre renforcée par les racines et l'herbe sont utilisées. Elles sont extraites au voisinage immédiat qui a été cultivé en herbe pendant au moins un ou deux ans. Leurs dimensions sont de l'ordre de celles de briques pleines classiques ou sensiblement plus grosses. Elles sont assemblées en les croisant, herbe vers le bas. Le résultat est une construction qui mesure généralement 1,5 mètre de haut et a une largeur de l'ordre de 2 mètres à la base et d'une cinquantaine de centimètres au sommet. L'intérieur du talus est entièrement constitué de terre végétale et le sommet est couronné par un dôme de terre végétale ou de mottes. Le talus est en général semé et souvent planté, participant à ce qu'on appelle la forêt linéaire. On rencontre aussi des talus contenant des pierres ramassées dans une parcelle cultivée, des talus constitués de terre excavée (par exemple à l'occasion de la construction de chemin creux, douves ou fossés), ou des demi-talus de pierre (comportant une maçonnerie de pierres sèches sur une de leurs faces).

## Écologie
Les talus sont des réservoirs de biodiversité, offrant un habitat diversifié et une ressource alimentaire intéressante pour une faune importante. Ils favorisent notamment la reproduction, le repos et le refuge de  rongeurs (lapins, campagnols), mammifères, reptiles. Le nectar et le pollen des fleurs est recherché par les insectes pollinisateurs. Les talus plantés servent de terrain de chasse aux oiseaux (baies, insectes), petits et moyens carnivores (belettes, hermines, putois attaquant les terriers de lapin), insectivores (hérisson), serpents. 
La flore originale des talus est inféodée à des substrats pentus, peu ou pas rocheux (à la différence de la flore rupicole inféodée aux murets comportant peu de terre fine), sans piétinement par la mégafaune et jamais inondée. Les talus eutrophes à mésotrophes barrent le plus souvent les pentes des parcelles soumises à des cultures fertilisées, en particulier la ceinture de bas-fond où s'accumulent des nutriments entraînés par l’érosion des sols, favorisant le développement de plante nitrophiles à floraison estivale (fourrés eutrophes à ronces : Prunus spinosa – Rubus radula, fourrés mésotrophes Rhamnus cathartica – Prunus spinosa) et de plantes neutrophiles (pois, germandrées, digitale pourpre). Les talus oligotrophes (les plus vieux, généralement en sommet de crête, dans le sens de la pente, bordant un vieux chemin, un bois ou une lande) abritent une végétation xérophile frugale, en particulier une herbacée et bryo-lichénique et des fourrés (alliance des Frangula alnus – Pyrus cordata) qui permettent l’installation d’une mésofaune ou d’une macrofaune spécifique.
Pour certaines espèces et quand le contexte s'y prête, les talus jouent un rôle important de corridor biologique, voire d'habitat de substitution. À ce titre, ils peuvent être intégrés dans une trame verte, élément d'un réseau écologique local ou régional.
En France, les remembrements ont arasé de très nombreux talus, ce qui a entraîné des inondations, des coulées de boue et la dégradation des sols agricoles. Les rares talus qui sont encore construits le sont à la pelle mécanique. Entièrement en terre, leur stabilité est alors obtenue par damage et en les construisant avec des flancs moins raides.

## Restauration et protection des talus
En France, plusieurs associations et institutions soutiennent la restauration d'un réseau de talus dans certaines zones de Bretagne et ont édité du matériel pédagogique. En particulier l'association Skol ar C'hleuzioù (ce qui signifie « École des talus » en breton) propose des formations sur des chantiers de restauration de bocage où les aménageurs peuvent se former à la restauration ou à la création de talus en mottes, talus en murs ou talus construits à la tractopelle. Un site vitrine et atelier et chemin d'interprétation dit « La route des talus » offre une vitrine pédagogique sur trois communes non-remembrées (Troguéry, Pouldouran et Hengoat dans le département des Côtes-d'Armor). Les journées de talutage sont l'occasion de partager le savoir-faire et d'organiser des « concours » de vitesse.
En France, dans le cadre de la nouvelle PAC et de son écoéligibilité aux primes, certains talus (s'ils présentent un intérêt écologique et agroécologique ; « Bordure de champs avec couvert herbacé spontané ou implanté, Zones herbacées retirées de la production non entretenues par fauche ou pâture et propice au développement d’une végétation arbustive spontanée ») sont éligibles au titre des « Surfaces équivalentes topographiques » (SET).